# Équipe d'Argentine de football à la Copa América 1975
L'équipe d'Argentine de football participe à sa 27e Copa América lors de l'édition 1975 qui s'est déroulé du 17 juillet au 28 octobre 1975. Aucun pays organisateur n'est désigné : chaque match se déroule sur le territoire du premier nommé. Le tournoi prend l'appellation officielle de « Copa América » à partir de cette édition.

## Résultats

### Premier tour

#### Groupe A
| Classement final |           |     |   |   |   |   |    |    |      |
|                  | Équipe    | Pts | J | G | N | P | BP | BC | Diff |
| 1                | Brésil    | 8   | 4 | 4 | 0 | 0 | 13 | 1  | +12  |
| 2                | Argentine | 4   | 4 | 2 | 0 | 2 | 17 | 4  | +13  |
| 3                | Venezuela | 0   | 4 | 0 | 0 | 4 | 1  | 26 | -25  |

| 3 août  | Venezuela | 1  | 5 | Argentine |
| 6 août  | Brésil    | 2  | 1 | Argentine |
| 10 août | Argentine | 11 | 0 | Venezuela |
| 16 août | Argentine | 0  | 1 | Brésil    |

| 3 août 1975 | Venezuela   | 1 – 5   | Argentine                                      | Estadio Olímpico (Caracas)                         |                                                    |
|             | Iriarte 14e | (1 - 3) | Luque 12e, 34e, 66e · Kempes 30e · Ardiles 86e | Spectateurs : 15 000 Arbitrage : Rafael Hormazábal | Spectateurs : 15 000 Arbitrage : Rafael Hormazábal |

| 6 août 1975 | Brésil                  | 2 – 1   | Argentine | Mineirão (Belo Horizonte)                      |                                                |
|             | Nelinho 31e, 55e (pen.) | (1 - 1) | Asad 11e  | Spectateurs : 80 000 Arbitrage : Ramón Barreto | Spectateurs : 80 000 Arbitrage : Ramón Barreto |

| 10 août 1975 | Argentine                                                                                           | 11 – 0  | Venezuela | Cor de León (Rosario)                        |                                              |
|              | D. Killer 8e, 41e, 62e · Ardiles 39e · Kempes 53e, 81e · Zanabria 56e, 64e · Bóveda 80e · Luque 85e | (4 - 0) |           | Spectateurs : 50 000 Arbitrage : Pedro Reyes | Spectateurs : 50 000 Arbitrage : Pedro Reyes |

| 16 août 1975 | Argentine | 0 – 1   | Brésil      | Cor de León (Rosario)                          |                                                |
|              |           | (0 - 1) | Danival 45e | Spectateurs : 50 000 Arbitrage : Carlos Robles | Spectateurs : 50 000 Arbitrage : Carlos Robles |

## Navigation